# Карпов, Валерий Викторович
Валерий Викторович Карпов (укр. Валерій Вікторович Карпов; род. 1984) — украинский спортсмен и тренер (пауэрлифтинг); Мастер спорта международного класса (2008), Заслуженный мастер спорта (2009), Заслуженный тренер Украины (2009).

## Биография
Родился 11 декабря 1984 года в городе Смела Черкасской области Украинской ССР.
В 2008 году окончил Национальный университет физического воспитания и спорта Украины в Киеве.
Выступал за спортивное общество «Колос» (Черкассы) в весовой категории 110 кг. Тренировался у Сергея Гречкосия, Алексея Назаренко и Виктора Налейкина.
В числе спортивных достижений Валерия Карпова — серебряная награда чемпионата мира 2008 года в Сент-Джонсе (Канада); победы на чемпионатах Европы 2008 года во Фридек-Мистеке (Чехия) и 2010 года в Кепинге (Швеция); бронзовая награда Всемирных игр 2009 года в Китае. В 2007 году он стал чемпионом мира среди юниоров на соревнованиях в Ла-Гарде (Франция).
После окончания спортивной карьеры стал тренером. В числе его учеников была бывшая жена Ирина Яровская.